# 李已
李已（1534年—1584年），字子復，一字懋推，號月賓，河南彰德府磁州人，民籍，明朝政治人物。

## 生平
嘉靖四十年河南鄉試第八名。嘉靖四十四年（1565年）乙丑科会试一百三十名，廷试三甲二百一名進士，礼部观政，本年十二月授太常寺博士，隆慶二年（1568年）九月选授禮科給事中，三年五月升户科右，八月升礼科左，四年三月升户科都，五月建言被廷杖繫獄，九月革职为民。明神宗即位，六年（1572年）七月起用兵科都給事中。万历元年（1573年）正月擢順天府丞，四年二月遷大理寺右少卿，五年二月因得罪旨意，被貶為常州府同知。六年十二月升南刑部郎中，七年十二月调南吏部考功司郎中，九年九月升任南京尚寶司卿。十年四月升应天府丞，十一年闰二月升大理寺左少卿，十一月三遷右僉都御史、保定巡撫，次年罢归卒。

## 家族
曾祖父李雄；祖父李聦，举人、教諭；父李百之，歲貢生，累封顺天府丞。前母武氏，累赠恭人；母楊氏，累封恭人。兄李乙（廪生）、弟李庚（监生）、李辛（庠生）。